# Ekkehard I. (St. Gallen)
Ekkehard I. (* 910 im Thurgau; † 14. Januar 973 in St. Gallen) war Mönch und Dekan des Klosters St. Gallen.
Ekkehard trat als Verfasser geistlicher Hymnen und Sequenzen hervor. Er gilt als Autor des um 930 entstandenen und im 11. Jahrhundert von Ekkehard IV. überarbeiteten Walthariliedes. Das in lateinischen Hexametern verfasste Heldenepos, das die Flucht Walthers von Aquitanien mit seiner Geliebten Hildegunde aus dem Hunnenland besingt, ist neben dem Hildebrandslied die einzig erhaltene literarische Fassung einer heimischen Heldensage vor dem 12. Jahrhundert. Es wurde in zehn Handschriften überliefert und 1838 von Jakob Grimm erstmals herausgegeben. Sein Neffe war Ekkehard II.